# Automolis infausta
Automolis infausta là một loài bướm đêm thuộc phân họ Arctiinae, họ Erebidae.